# Spiracle (arthropodes)
Les naturalistes qui étudient les arthropodes utilisent (en français ou en anglais,) le mot  spiracle  pour désigner des trous de forme arrondie ou plus complexe, bilatéralement présents sur les côtés de l'abdomen de certains arthropodes. 

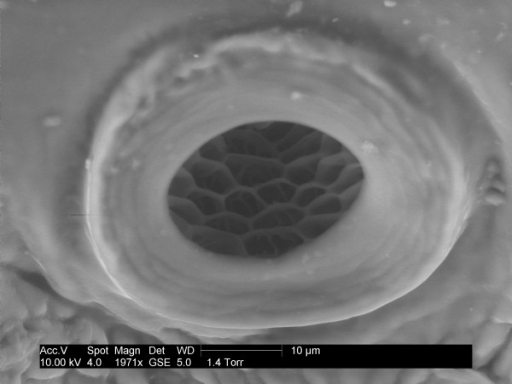
Spiracle de pou (Pediculus), vu au microscope électronique

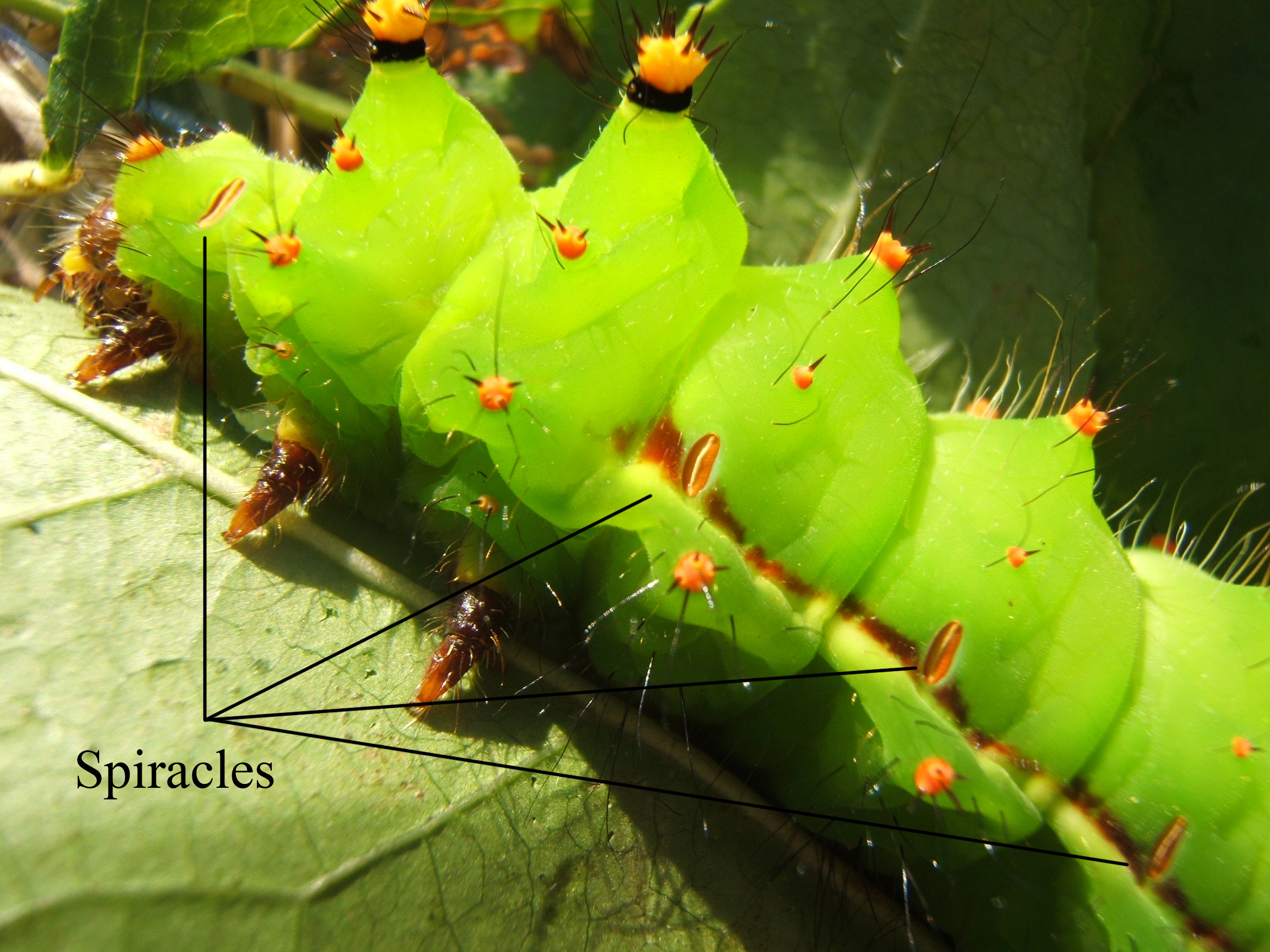
Chenille de l' Actias selene, avec indication de la position des spiracles

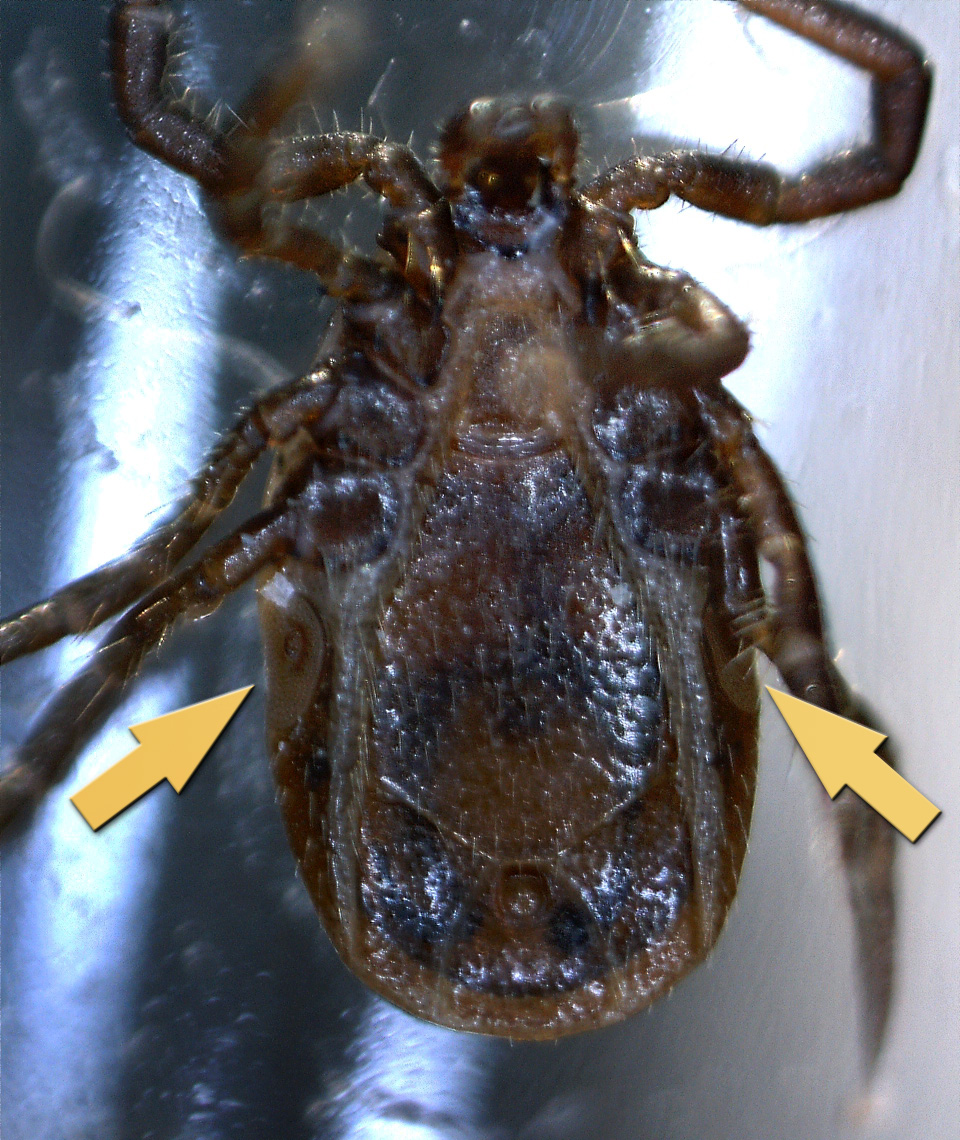
Spiracle d'une tique, en plaque « criblés », permettant à la tique de ne pas se déshydrater quand elle respire

Il s'agit de l'entrée d'un « tube » qui pénètre l'exosquelette de ces animaux, débouchant directement dans leur système respiratoire. Il a une forme et une structure particulière chez les araignées et les tiques.
La forme et la structure du spiracle ont une valeur taxonomique. Le spiracle est parfois l'un des critères de détermination d'une espèce et peut apporter des informations sur la phylogénie.
Avec l'ingestion de nourriture, et parfois avant celle-ci les spiracles sont la principale voie de pénétration de pesticides mortels pour les insectes et autres arthropodes terrestres.

## Sémantique
Le mot spiracle peut avoir un autre sens, en ichtyologie (où il désigne aussi un trou, dans la tête de certains poissons).

## Groupes taxonomiques concernés
Insectes et araignées ont au cours de l'évolution spécialisé une zone de l'abdomen, permettant à l'air de passer de l'atmosphère à la trachée qui est protégée derrière leur exosquelette.

## Fonctions
Elles sont encore incomplètement comprises, mais on sait que dans le système respiratoire des insectes (y compris chez la larve, nymphe, pupe ou chrysalide), les « tubes trachéaux » sont la principale source d'oxygène (qui est directement apporté aux tissus). 
Ces tubes, par contraction des muscles entourant le spiracle peuvent être ouverts ou fermés, formant une sorte de valve qui permet une réduction de la perte d'eau, augmente la résistance à la dessication chez certaines espèces.
La capacité de fermeture complète des spiracles permet à certaines espèces d'éviter la noyade en cas d'immersion plus ou moins brève. Plusieurs groupes d'insectes aquatiques ont ainsi des systèmes de fermeture évitant que l'eau puisse s'introduire dans la trachée.
Chez d'autres espèces, les spiracles sont entourés de poils filtrant l'air (poussières, microparticules) et limitant la perte d'eau.
Dans une certaine mesure, les spiracles contribuent au contrôle de la température du corps de l'animal.
Les spiracles semblent aussi jouer un rôle dans l'« audition » ou la détection de vibration.

## Musculature
Le muscle qui forme la valve externe du spiracle se relâche de manière rythmique. À l'ouverture de ce dernier le spiracle s'ouvre, et il se ferme quand le muscle se contracte. 
Ce muscle est contrôlé par le système nerveux central mais il peut aussi réagir à des stimuli chimiques localisés (dioxyde de carbone par exemple). 

## Chez les tiques
Les tiques (larves et nymphes y compris) ont deux spiracles disposés sur leur abdomen, en contact avec l'une des articulations de leurs pattes. 
Ces spiracles, en forme de plaque sont dits « criblés » (car criblés de trous conduisant à leur trachée via un système de conduits (aéropyles) qui contribue probablement à limiter leurs pertes en eau. Pugh, King & Fordy ont montré en 1988 que cette membrane joue un rôle de barrière passive à la vapeur d'eau, par exemple chez la tique Ixodes ricinus.
Cette vésicule spécialisée en forme de plaque est arrondie ou ovale, ou parfois en forme de croissant comme chez Ornithodoros moubata (chez cette espèce le spiracle est constitué de trois couches ; la plus profonde est un endocuticule sclérifié, d'où part une série de ramifications formées de piliers ou pédoncules découlant de cette couche basale. À l'extérieur, une fine membrane est appuyée sur les extrémités distales des piliers, protégeant toute la structure sous-jacente. Quand la tique femelle se gonfle de sang les pattes et les deux spiracles changent de position au fur et à mesure que l'abdomen se distend. Des flancs ils passent à l'avant du corps.